# Sekai Seifuku – World Conquest Zvezda Plot
Sekai Seifuku – World Conquest Zvezda Plot (jap. 世界征服〜謀略のズヴィズダー〜, Sekai Seifuku – Bōryaku no Zuvizudā, dt. „Weltherrschaft – Zvezda (= Stern) der Kriegslist“) ist eine Anime-Fernsehserie von 2014, die auch als Manga adaptiert wurde.

## Handlung
Der Achtklässler Asuta Jimon (地紋 明日汰, Jimon Asuta) ist von zuhause ausgerissen und nun auf der Suche nach einer Unterkunft und Essen. Die Suche gestaltet sich schwierig, da wegen eines erneuten Monsterangriffs das Kriegsrecht ausgerufen wurde und alle Läden geschlossen haben. Während er durch die menschenleere Stadt läuft, trifft er ein kleines Mädchen. Dieses stellt sich als Kate Hoshimiya (星宮 ケイト, Hoshimiya Keito) vor und belehrt ihn hochmütig, dass Venera (ヴィニエイラ様, Vinieira-sama, russisch Венера, „Venus“) die Anführerin der Geheimgesellschaft Zvezda (ズヴィズダー, Zuvizudā, russisch Звезда, „Stern“) ist und das Ziel verfolgt, die Weltherrschaft an sich zu reißen. Da er nun „herausgefunden“ habe, wer sie sei, stellt sie ihn vor die Wahl, entweder zu sterben oder sich ihr anzuschließen, wobei sie bei Letzterem einen Teil der Welt (und ihrer Snacks) mit ihm teilen würde. Sie nicht ernstnehmend akzeptiert er und erhält den Decknamen Dva (ドヴァー, Dovā, Два, „Zwei“). Als es kurz darauf zum Streit zwischen den beiden kommt, rennt Kate weinend davon. Als Asuta sie verfolgt, gerät er in einen Kampf zwischen der Armee und dem Monster, das von dieser besiegt wird und sich in kleine meerschweinchenartige Wesen namens KuruKuru (クルクル) auflöst. Auf dem Schlachtfeld sieht er Kates Plüschtier, das sie suchte und will es davor bewahren, überfahren zu werden. Als die Panzer kurz davor sind, ihn zu überrollen, werden diese von Kate, verkleidet als Wenera, gestoppt und dann von ihr mit Leichtigkeit zerstört, worauf er erkennt, dass sie recht hatte. Zudem werden ihm die weiteren Mitglieder von Zvezda vorgestellt:
- Plamya (プラーミャ様, Purāmya-sama, Пламя, „Flamme“), ein sadistisches Mitglied des Führungsstabes, in Wirklichkeit die Oberschülerin Itsuka Shikabane (鹿羽 逸花, Shikabane Itsuka);
- Professor Um (ウーム教授, Ūmu-kyōju, Ум, „Verstand, Intelligenz“), eigentlich Natalia „Natasha“ Vasylchenko (ナターシャ/ナターリア・ヴァシルシェンコ, Natāsha / Natāria Vashirushenko), eine 15-jährige Ukrainerin die im Hiroshima-Dialekt spricht und Mitglied des Führungsstabs sowie ein technisches Genie ist;
- General Pepel (ピェーペル将軍, Pyēperu-shōgun, Пепел, „Asche“), ein Mann hünenhafter Gestalt und ebenfalls Mitglied des Stabs, der jedoch üblicherweise Süßigkeiten essend zu sehen ist und in Wirklichkeit Gorō Shikabane (鹿羽 吾郎, Shikabane Gorō) heißt;
- Roboko (ロボ子), ein Robotermädchen; sowie
- Odin (アジーン, Ajīn, Один, „Eins“), dessen realer Name Yasubē „Yasu“ Morozumi (ヤス/両角 安兵衛) ist und der vor Jimons Ankunft, das einzige Mitglied des Fußvolks von Zvezda war.

Ihr Gegenspieler ist die „Gerechtigkeitsliga“ White Light, insbesondere die beiden Mitglieder White Robin (ホワイトロビン, Howaito Robin) und White Egret (ホワイトイーグレット, Howaito Īguretto). Diese sind in Wirklichkeit Asutas Mitschülerinnen Renge Komodori (駒鳥 蓮華, Komadori Renge; engl. robin = jap. komadori = Rotkehlchen) und Miki Shirasagi (白鷺 美酒, Shirasagi Miki; engl. egret = jap. shirasagi = Weißer Reiher).
Erzählt wird, wie es dem kleinen Mädchen Kate/Wenera mit ihrer Organisation Zvezda gelang, die Welt zu unterwerfen.

## Anime
Die Idee zu Sekai Seifuku stammt von den hunting cap brothers, das sind der Regisseur Tensai Okamura, der für den Spieleentwickler Type-Moon arbeitende Autor Meteor Hoshizora, der neben Okamura für das Skript verantwortlich war, sowie der Illustrator Kōhaku Kuroboshi für das ursprüngliche Character Design. Letzteres wurde von Keigo Sasaki für die Animationen angepasst. Animiert wurde das Werk vom Studio A-1 Pictures.
Die Erstausstrahlung der 12 Folgen umfassenden Serie erfolgte vom 12. Januar bis 30. März 2014 um Mitternacht (und damit am vorigen Fernsehtag) auf Tokyo MX, Gunma TV und Tochigi TV sowie binnen einer Woche auch auf MBS, TV Aichi und BS11. Englisch untertitelte Fassungen liefen als Simulcast zeitgleich auf den Streaming-Sites Crunchyroll und Daisuki.net in Nord- und Südamerika, Afrika, dem Mittleren Osten und Europa (ausgenommen dem Vereinigten Königreich, Irland sowie französisch- und deutschsprachigen Ländern).
Veröffentlicht wird die Serie zudem auf Blu-ray und DVD, wobei die erste am 19. März 2014 erschien und die sechste für den 27. August 2014 geplant ist. Am 15. Oktober 2014 folgte zudem eine Bonus-Blu-ray/-DVD mit einer nicht ausgestrahlten 13. Folge.
Hierzulande wurde die Serie von VIZ Media Switzerland lizenziert. Ab 31. Juli 2015 sollen die 13 Folgen bei dem Label Kazé auf zwei DVD und Blu-rays erscheinen.

### Synchronisation
| Rolle                         | japanischer Sprecher (Seiyū) | deutscher Sprecher   |
| ----------------------------- | ---------------------------- | -------------------- |
| Kate Hoshimiya / Venera       | Misaki Kuno                  | Anne Ballhaus        |
| Asuta Jimon / Dva             | Natsuki Hanae                | Marco Reinbold       |
| Itsuka Shikabane / Plamya     | Mariya Ise                   | Birte Baumgardt      |
| Natasha / Um                  | Kana Hanazawa                | Patricia Strasburger |
| Yasu / Odin                   | Kōsuke Toriumi               | Arne Obermeyer       |
| Gorō Shikabane / Pepel        | Minoru Hirota                | Bernd Kuschmann      |
| Roboko                        | Erii Yamazaki                | Annette Potempa      |
| Renge Komadori / White Robin  | M.A.O                        | Rieke Werner         |
| Miki Shirasagi / White Egret  | Minako Kotobuki              | Corinna Dorenkamp    |
| Kaori Hayabusa / White Falcon | Maaya Sakamoto               | Milena Karas         |
| Kyōshirō Jimon                | Takaya Kuroda                | Jochen Langner       |

### Musik
Der Soundtrack zur Serie stammt von Tatsuya Katō. Der Vorspanntitel Be mine! wurde von the band apart komponiert und von Maaya Sakamoto getextet und gesungen. Der Abspanntitel Bijoumania (ビジュメニア, Bijumenia) wurde von Aoi Yūki gesungen. Die entsprechenden Singles erscheinen am 5. Februar bzw. 29. Januar 2014 beim Label FlyingDog.

## Manga
Zeitgleich zur Produktion des Anime wurden drei Manga-Adaptionen in Auftrag gegeben.
Der erste, Sekai Seifuku – Bōryaku no Zvezda, wird von Manatsu Suzuki (鈴木マナツ) in Kooperation mit Bō (ばう) gezeichnet. Das erste Kapitel erschien im Manga-Magazin Comic Rex vom 27. Januar 2014 (Ausgabe 3/2014) beim Verlag Ichijinsha, danach erfolgte die Veröffentlichung direkt in drei Manga-Bänden (Tankōbon) am 27. März (ISBN 978-4-7580-6433-0), 26. Juli (ISBN 978-4-7580-6462-0) und 27. November 2014 (ISBN 978-4-7580-6481-1).
In der gleichen Ausgabe bis Ausgabe 11/2014 vom 27. September 2014 erschien zudem Sekai Seifuku – Junketsu no White Light (世界征服～純潔のホワイトライト～, ~ – Junketsu Howaito Raito) von Hamao in Kooperation mit OKSG von Type-Moon. Dieser ist ein Spin-off, das von White Light den Gegenspielern von Zvezda handelt. Die Kapitel wurden in einem Sammelband (ISBN 978-4-7580-6480-4) zusammengefasst.
Ein komödiantischer Yonkoma-Manga namens Sekai Seifuku – 4-koma no Zvezda (世界征服～4コマのズヴィズダー～, ~ – 4-koma no Zuvizudā) von Hori (ホリ) erscheint in Ichijinshas Magazin Manga 4-koma Palette vom 22. Januar 2014 (Ausgabe 3/2014) bis 22. Oktober 2014 (Ausgabe 12/2014), sowie einem Sammelband (ISBN 978-4-7580-8222-8).

## Roman
Von Kō Kimura stammt eine Romanumsetzung Sekai Seifuku – Shiroi Kate to Manatsu no Belviarge (世界征服 〜白いケイトと真夏のベルビアージェ〜, ~ – Shiroi Keito to Manatsu no Berubiāje) mit Illustrationen von Kōhaku Kuroboshi. Dieser erschien am 30. März 2014 bei Type-Moon.